# ブラック・ウォリアー
ブラック・ウォリアー（Black Warrior）のリングネームで知られるヘスス・ロペス（Jesus Toral López、1969年1月7日 - 2023年1月10日）は、メキシコのプロレスラー。コアウイラ州トレオン出身。
ブルー・パンテルの叔父にあたる。妻はマノ・ネグラの娘、マノ・ネグラ・ジュニアは義兄弟。

## 来歴
1984年1月22日、ドゥランゴ州ゴメスパラシオを拠点とするインディー団体でデストロイヤーのリングネームでプロレスラーデビューを果たす。
1985年、カモーラのリングネームでEMLLに入団。
1988年、ラ・マスカラのリングネームでUWAに入団。
1991年、EMLLにブロンセのリングネームで復帰。同年、オロ & プラタで連邦区トリオ王座を奪取。
1992年10月、AAAやインディー団体でドラゴン・デ・オロ、バリ、ベガスなどのリングネームを名乗る。
1995年10月、CMLLに復帰。師匠のブルー・パンテルを模したブラック・パンテルを名乗る。ドクトル・ワグナー・ジュニア & ブルー・パンテルとロス・ラグネロス（Los Laguneros）なるユニットを結成。
1996年5月、ブラック・ウォリアー（Black Warrior）となりルードに転向。10月15日にエル・ダンディを破りNWA世界ライトヘビー級王座を奪取。
1998年3月10日、ショッカーを破り同ベルトを再び奪取。12月、CMLL世界トリオ王座争奪トーナメントでロス・ラグネロスで出場。決勝でズンビート & ベスティア・サルバヘ & スコルピオ・ジュニアを破りCMLL世界トリオ王座を奪取。後にロス・ラグネロスを脱退。
1999年7月、初来日を果たしみちのくプロレスに参戦。
2002年6月16日、ミステル・ニエブラ & アトランティスと組んでドクトル・ワグナー・ジュニア & ブルー・パンテル & フエルサ・ゲレーラを破る。
2004年7月9日、ドクトル・ワグナー・ジュニア & ウニベルソ・ドスミル & ブラック・タイガーを破り、同トリオベルトを奪取。
2006年5月12日、ミスティコを破りNWA世界ミドル級王座を奪取。9月29日、マスカラ・コントラ・マスカラでミスティコに破れ素顔になる。
2008年12月、サングレ・アステカとドラゴン・ロホ・ジュニアでポデール・メヒカなるユニットを結成。
2009年2月3日、ポデール・メヒコでサグラド & ラ・ソンブラ & ボラドール・ジュニアを破りメキシコナショナルトリオ王座を奪取。10月16日、高橋裕二郎とカベジェラ・コントラ・カベジェラで敗退。
2014年2月21日、AAAに電撃復帰を果たしてロス・ペロス・デル・マールにメンバー入り。
2015年11月15日、LLE（Lucha Libre Elite）にてシベルネティコと共にサプライズ登場を果たし、カリスティコを襲撃。CMLLに移籍する事を宣言した。
2023年1月10日に死去。54歳没。前年2022年3月17日に、息子で2016年にデビューしたばかりのブラック・ウォリアー・ジュニアがわずか24歳で死去したばかりであった。

## 得意技
- ヌド・ラグネロ

ジャベ
- トペ・スイシーダ
- フランケンシュタイナー
- ダイビングレッグドロップ

## 獲得タイトル
- 連邦区トリオ王座 : 1回

w / オロ & プラタ
- NWA世界ライトヘビー級王座 : 2回
- CMLL世界トリオ王座 : 3回

w / ドクトル・ワグナー・ジュニア & ブルー・パンテル
w / ミステル・ニエブラ & アトランティス
w / ラヨ・デ・ハリスコ・ジュニア & カネック
- メキシコナショナルトリオ王座 : 1回

w / サングレ・アステカ & ドラゴン・ロホ・ジュニア